# Лю Вэй (кёрлингист)
Лю Вэй (кит. упр. 刘炜, пиньинь Liú Wěi; род. 15 августа 1984, Харбин) — китайский кёрлингист на колясках. Участник сборной Китая на зимних Паралимпийских играх 2014 и 2018, чемпион зимних Паралимпийских игр 2018.

## Достижения
- Зимние Паралимпийские игры: золото (2018).
- Чемпионат мира по кёрлингу на колясках: серебро (2015), бронза (2012, 2013).

## Команды
| Сезон   | Четвёртый  | Третий        | Второй        | Первый      | Запасной                        | Турниры                                    |
| ------- | ---------- | ------------- | ------------- | ----------- | ------------------------------- | ------------------------------------------ |
| 2007—08 | Liu Chunyu | Чжан Цян      | Лю Вэй        | Xu Guangqin | Liu Yang                        | ЧМК 2008 (квал. 2007) (9 место)            |
| 2008—09 | Ван Хайтао | Лю Вэй        | Xu Guangqin   | Хе Чжун     | Liu Chunyu тренер: Ли Хунчэнь   | ЧМК 2009 (8 место)                         |
| 2010—11 | Ван Хайтао | Лю Вэй        | Xu Guangqin   | Хе Чжун     | Чжан Цян тренер: Ли Хунчэнь     | ЧМК 2011 (квал. 2010) · ЧМК 2011 (5 место) |
| 2011—12 | Ван Хайтао | Лю Вэй        | Хе Чжун       | Xu Guangqin | Чжан Цян тренер: Ли Цзяньжуй    | ЧМК 2012                                   |
| 2012—13 | Ван Хайтао | Лю Вэй        | Xu Guangqin   | Хе Чжун     | Чжан Цян тренер: Ли Цзяньжуй    | ЧМК 2013                                   |
| 2013—14 | Ван Хайтао | Чжан Цян      | Лю Вэй        | Сюй Цингуан | Хе Чжун тренер: Ли Цзяньжуй     | ЗПИ 2014 (4 место)                         |
| 2014—15 | Ван Хайтао | Чжан Цян      | Лю Вэй        | Xu Guangqin | Хе Чжун тренер: Ли Цзяньжуй     | ЧМК 2015                                   |
| 2016—17 | Ван Хайтао | Лю Вэй        | Чэнь Цзяньсин | Xu Guangqin | Чжан Минлян тренер: Ли Цзяньжуй | ЧМК 2017 (4 место)                         |
| 2017—18 | Ван Хайтао | Чэнь Цзяньсин | Лю Вэй        | Ван Мэн     | Чжан Цян тренер: Юэ Циншуан     | ЗПИ 2018                                   |
| 2019—20 | Ван Хайтао | Чэнь Цзяньсин | Лю Вэй        | Ван Мэн     | Чжан Минлян тренер: Ли Цзяньжуй | ЧМК 2020 (4 место)                         |

(скипы выделены полужирным шрифтом)